# Liga Leumit 1975-1976 (pallacanestro)
La Liga Leumit 1975-1976 è stata la 22ª edizione del massimo campionato israeliano di pallacanestro maschile. La vittoria finale è stata ad appannaggio del Maccabi Tel Aviv.

## Regular season
|  |     | Squadra                 | G  | V  | P  | PF   | PS   | PF/PS | Pt | Qualificazione            |
|  | --- | ----------------------- | -- | -- | -- | ---- | ---- | ----- | -- | ------------------------- |
|  | 1.  | Maccabi Tel Aviv        | 24 | 24 | 0  | 2414 | 1810 | +604  | 48 |                           |
|  | 2.  | Hapoel Gvat/Yagur       | 24 | 20 | 4  | 2012 | 1812 | +200  | 44 |                           |
|  | 3.  | Hapoel Tel Aviv         | 24 | 19 | 5  | 2395 | 2057 | +338  | 43 |                           |
|  | 4.  | Hapoel Ramat Gan        | 24 | 17 | 7  | 1154 | 1933 | +221  | 41 |                           |
|  | 5.  | Elitzur Tel Aviv        | 24 | 15 | 9  | 1939 | 1825 | +114  | 39 |                           |
|  | 6.  | H. Giv'at Brenner/Na'an | 24 | 10 | 14 | 1911 | 1990 | -79   | 34 |                           |
|  | 7.  | H. Petah Tiqwa          | 24 | 10 | 14 | 1965 | 2096 | -131  | 34 |                           |
|  | 8.  | Hapoel Gerusalemme      | 24 | 10 | 14 | 1767 | 1957 | -190  | 34 |                           |
|  | 9.  | Maccabi Ramat Gan       | 24 | 8  | 16 | 1903 | 1922 | -19   | 32 |                           |
|  | 10. | Maccabi Haifa           | 24 | 8  | 16 | 1762 | 1952 | -190  | 31 |                           |
|  | 11. | Hapoel Haifa            | 24 | 7  | 17 | 1903 | 2056 | -153  | 31 | retrocesse in Liga Artzit |
|  | 12. | Hapoel Gan Shmuel       | 24 | 4  | 20 | 1726 | 2049 | -323  | 28 | retrocesse in Liga Artzit |
|  | 13. | Beitar Gerusalemme      | 24 | 4  | 20 | 1907 | 2299 | -392  | 28 | retrocesse in Liga Artzit |

## Squadra vincitrice
|    | Naz.                                        | Ruolo | Sportivo       | Anno | Alt. |  |  |
| -- | ------------------------------------------- | ----- | -------------- | ---- | ---- |  |  |
| 5  | Stati Uniti (bandiera)                      | PG    | Bob Griffin    | 1950 | 180  |  |  |
| 6  | Stati Uniti (bandiera) · Israele (bandiera) | G     | Tal Brody      | 1943 | 186  |  |  |
| 7  | Israele (bandiera)                          | P     | Motti Aroesti  | 1954 | 187  |  |  |
| 8  | Israele (bandiera)                          | A     | Eran Arad      | 1956 | 192  |  |  |
| 9  | Israele (bandiera)                          | A     | Mike Schwartz  | 1949 | 194  |  |  |
| 11 | Israele (bandiera)                          |       | Albert Hemmo   | 1934 |      |  |  |
| 12 | Stati Uniti (bandiera) · Israele (bandiera) | AG    | Lou Silver     | 1953 | 203  |  |  |
| 13 | Stati Uniti (bandiera) · Israele (bandiera) | C     | Eric Minkin    | 1950 | 202  |  |  |
| 14 | Israele (bandiera)                          | A     | Shuki Schwartz | 1954 | 198  |  |  |
| 15 | Israele (bandiera)                          | C     | Dani Shaby     |      | 205  |  |  |
|    | Israele (bandiera)                          | ALL   | Ralph Klein    |      |      |  |  |